# Sebeș
Sebes là một thị xã thuộc hạt Alba, România. Dân số thời điểm năm 2002 là 27680 người.